# Cuautlancingo
Cuautlancingo är en kommunhuvudort i Mexiko.   Den ligger i kommunen Cuautlancingo och delstaten Puebla, i den sydöstra delen av landet, 100 km öster om huvudstaden Mexico City. Cuautlancingo ligger 2 148 meter över havet och antalet invånare är 17 729.
Terrängen runt Cuautlancingo är en högslätt. Runt Cuautlancingo är det mycket tätbefolkat, med 1 573 invånare per kvadratkilometer. Närmaste större samhälle är Puebla de Zaragoza, 9,3 km sydost om Cuautlancingo. Omgivningarna runt Cuautlancingo är en mosaik av jordbruksmark och naturlig växtlighet.